# Koutammakou

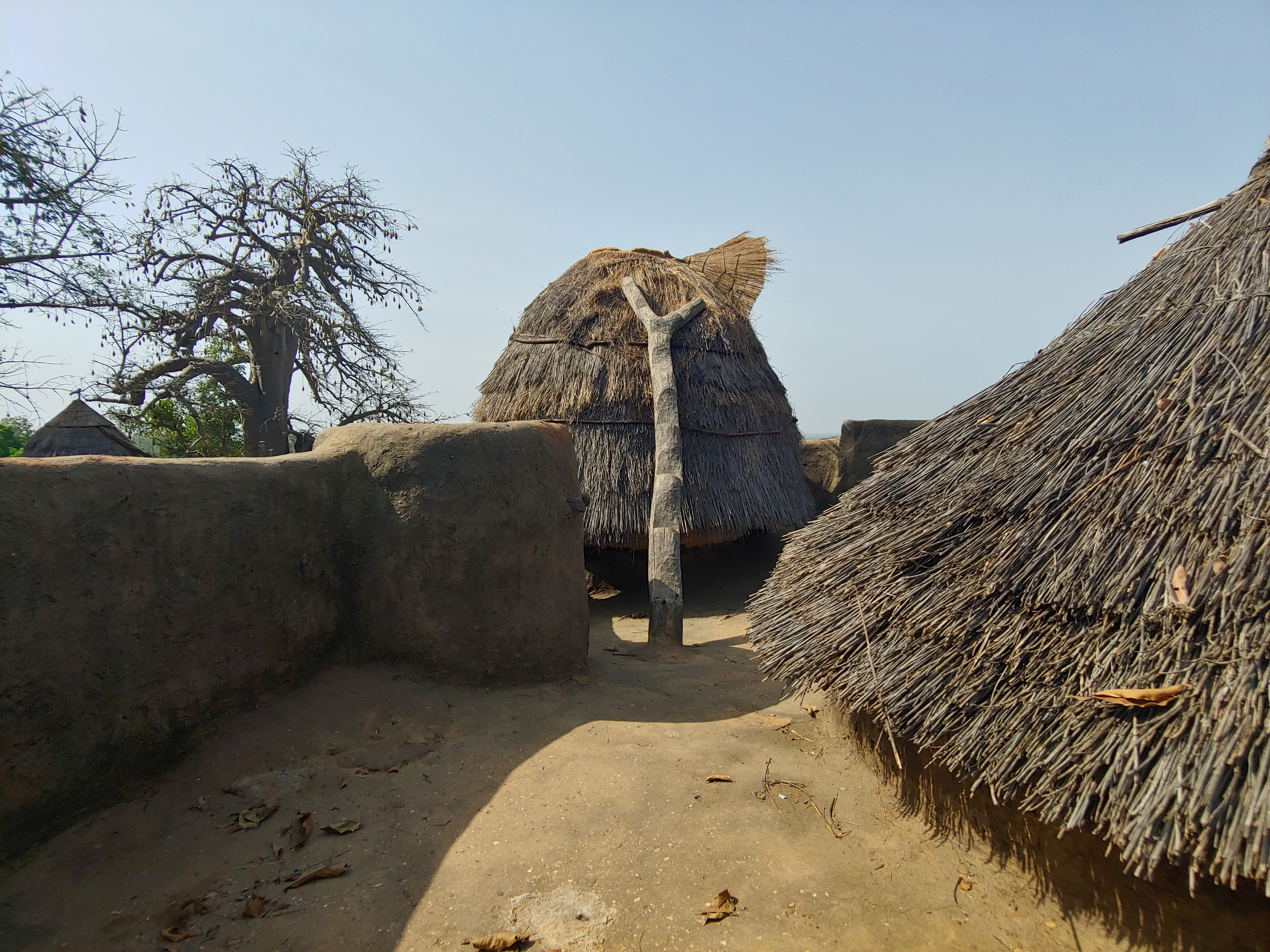
Spiżarnia na ziarno na dachu budynku mieszkalnego

Koutammakou - obszar krajobrazu kulturowego w regionie administracyjnym Kara w północno-wschodnim Togo i na przyległych terenach Beninu, w 2004 roku wpisany na listę światowego dziedzictwa UNESCO.
Obszar Koutammakou o powierzchni 500 km² zamieszkany jest przez lud Batammariba, którego wznoszone z gliny domy (tzw. takienta) uważane są za symbol Togo. Większość budynków jest dwupiętrowa, spiżarnie na ziarno są pomieszczeniami o cylindrycznej podstawie i półkulistym zadaszeniu, niektóre domy mają stożkowe, inne płaskie sklepienia. W wioskach znajdują się również miejsca obrzędowe, a także źródła i skały. 